# Erik Christiansen
Erik Christiansen, född den 20 september 1956 i Köpenhamn i Danmark, är en dansk roddare.
Han tog OS-brons i fyra utan styrman i samband med de olympiska roddtävlingarna 1984 i Los Angeles.